# Aye Aye Aung
Aye Aye Aung (Sinh ngày 19 tháng 2 năm 1995) là một vận động viên điền kinh đến từ Myanmar. Cô đã thi đấu trong nội dung chạy 800 mét nữ tại Giải vô địch Thế giới 2015 tại Bắc Kinh, Trung Quốc.